# William Paley
William Paley (født 14. juli 1743, død 25. maj 1805) var en engelsk teolog af latitudinarisk retning og filosof.
Han var universitetslærer i Cambridge 1767-1776 og beklædte senere flere præstestillinger. Han betragtes som den fremmeste blandt de apologeter, som imod den engelske deisme og dennes ophøjelse af den naturlige religion til norm og regel for al positiv religion søgte med støtte af historiske grunde, især med udgangspunkt fra underværker, Kristi opstandelse eller profetierne, påvise åbenbarelsens nødvendighed, sandhed og mulighed. Hans fornemmeste apologetiske arbejde, Evidences of christianity (1794; "Bevis for kristendommens sandhed"), hvori han følger en historisk metode, lå længe til grund for den teologiske undervisning i Cambridge. Principles of moral and political philosophy fra 1785, hvori han stiller sig på empirismens standpunkt og bygger moralen på nyttighedsprincippet, anvendtes også som lærebog ved det akademiske studium. I sine Horce paulince fra 1790 søgte han at påvise troværdigheden af Apostlenes gerninger og ægtheden af Paulus breve ved at sammenligne dem indbyrdes.
Hans sidste arbejde var Natural Theology, or Evidences of the Existence and Attributes of the Deity collected from the Appearances of Nature udgivet 1802, hvori han på en populær måde fører beviset for Guds eksistens i form af urmageranalogien.